# Plac Rady Europy w Katowicach
Plac Rady Europy w Katowicach – plac miejski usytuowany w Katowicach, na terenie dzielnicy Osiedle Paderewskiego-Muchowiec. Na wschód od placu znajduje się osiedle mieszkaniowe I. Paderewskiego. Położony jest na styku ulic Granicznej (od wschodu), Powstańców (od południa), księdza Konstantego Damrota (od zachodu) oraz Przemysłowej (od strony północnej). Od północy znajdują się wyloty krótkich ulic św. Jacka i Prostej.

## Charakterystyka

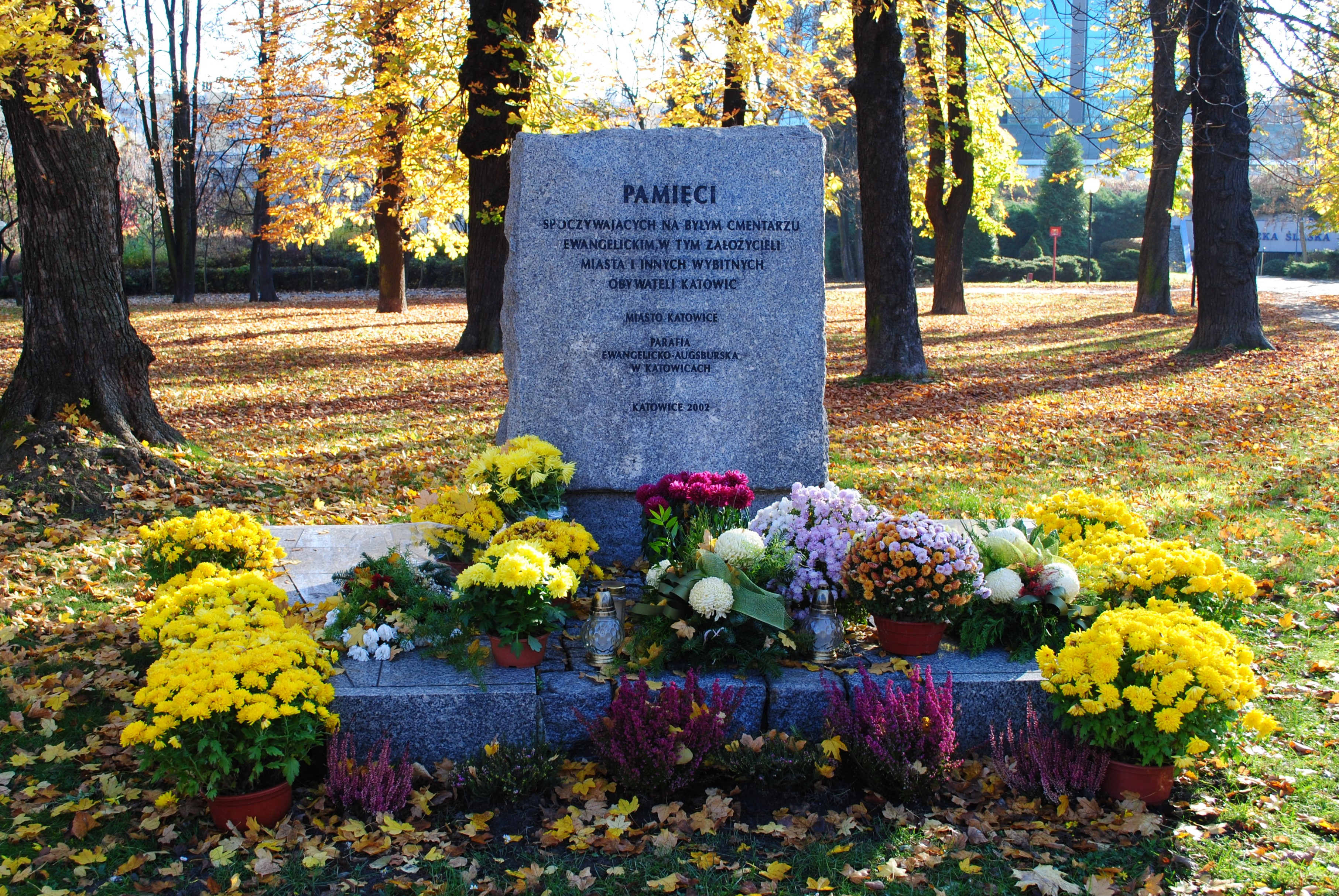
Tablica pamiątkowa

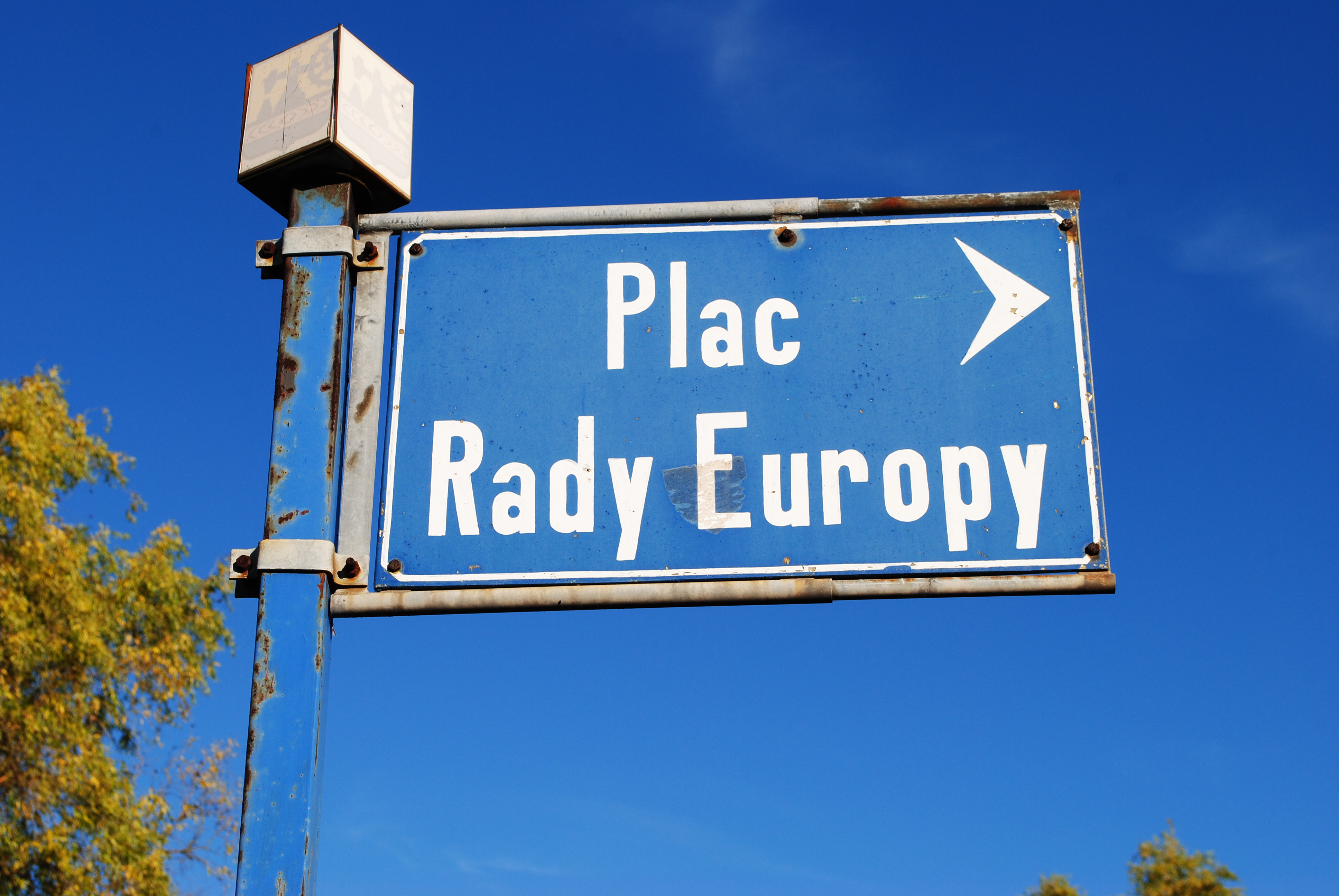
Tablica z nazwą placu (2020)

Plac zaczęto nazywać w ten sposób w związku z planowaną przed kilkunastu laty budową nowoczesnego gmachu Biblioteki Śląskiej. Oficjalna nazwa funkcjonuje od 1998 roku. Bibliotekę otwarto 24 października 1998 roku. Gmach zaprojektowało trzech architektów Marek Gierlotka, Jurand Jarecki i Stanisław Kwaśniewicz. W południowo-wschodnim narożniku placu znajduje się stacja pogotowia ratunkowego.
Młot spadowy, zlokalizowany przed wejściem do Biblioteki Śląskiej, został objęty ochroną konserwatorską.
Na północ od pogotowia stał zdewastowany budynek biurowy. Wejście znajdowało się od ulicy Granicznej 32. W gmachu tym działał m.in. Śląski Instytut Naukowy, prowadzący prace badawcze, dotyczące województwa śląskiego, zwłaszcza w dziedzinie nauk społecznych. Instytut zlikwidowano w latach 90. XX wieku.
Na północ od Placu Rady Europy znajdowało się Centrum Handlowe Belg. Odnowiony obiekt otwarto 15 września 2004. W 2007 roku skupiał na dwóch kondygnacjach ponad 50 punktów handlowo-usługowych. Obiekt rozebrano w latach 2023–2024.
Na placu znajduje się tablica poświęcona pamięci spoczywających na byłym cmentarzu ewangelickim, w tym założycieli miasta i innych wybitnych obywateli Katowic. Po stronie zachodniej placu, na miejscu byłego cmentarza niemieckiego, znajduje się zieleniec ze starodrzewem. Teren ten był porządkowany w latach 80. XX wieku w ramach prac społecznych przez mieszkańców miasta.
Z placem Rady Europy sąsiadują od zachodu zabytkowe cmentarze (ul. ks. Konstantego Damrota), od południa siedziby banku PKO (przy ul. Powstańców), a od północy skwer Richarda Holtzego.